# Rachael Tate

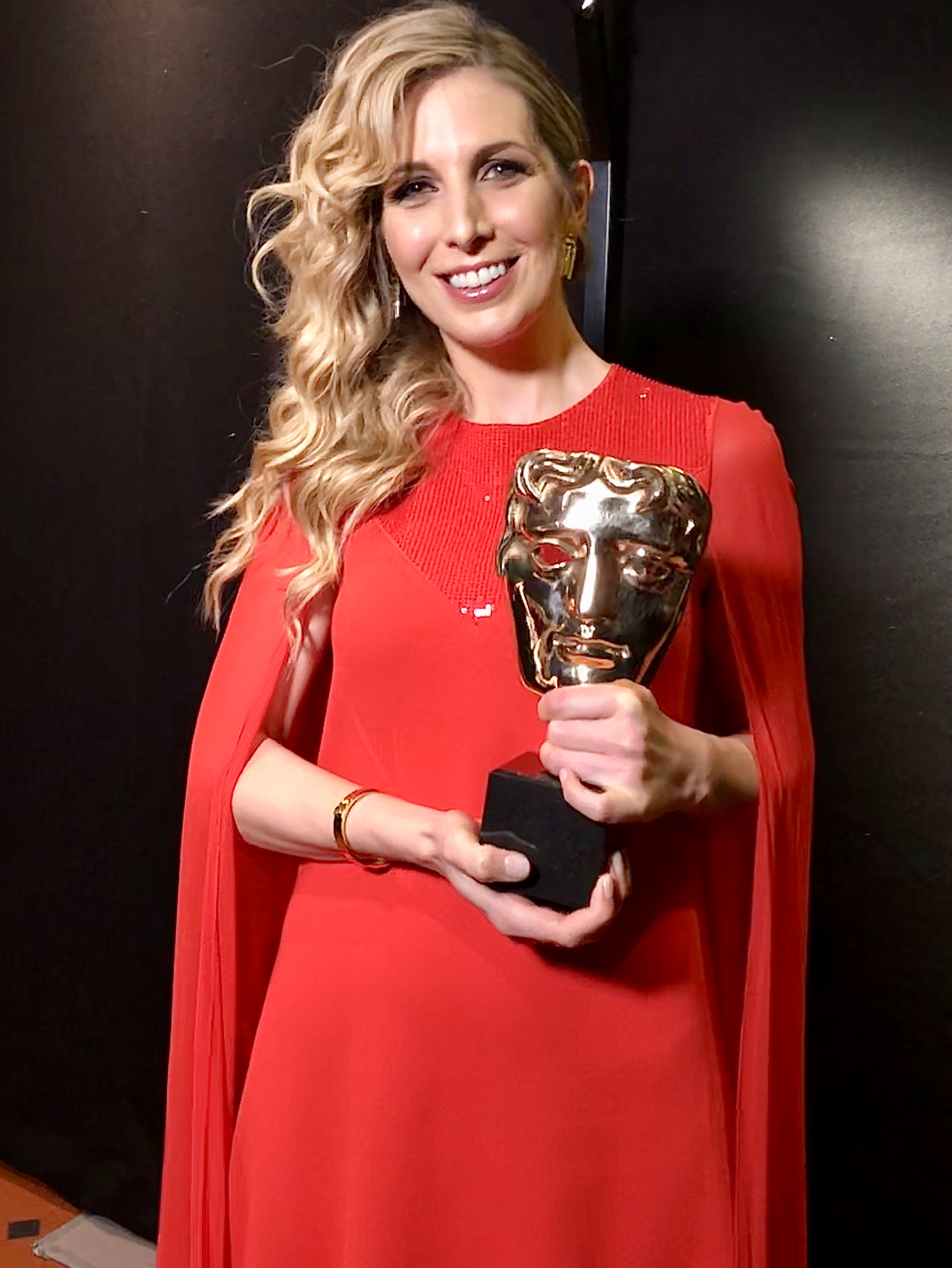
Rachael Tate mit BAFTA 2020

Rachael Tate (* 25. April 1982 in Kent) ist eine britische Soundeditorin. Für ihre Mitarbeit am Film 1917 erhielt sie einen BAFTA Film Award für den besten Ton sowie eine Oscar-Nominierung.

## Leben
Tate begann ihre Karriere als Mitarbeiterin für Advanced Digital Recording (ADR) in den De Lane Lea Studios in London. Anschließend schnitt sie Dialoge und ADR für Der Marsianer – Rettet Mark Watney (2015), Jason Bourne und Alien: Covenant (2017).
Für ihre Mitarbeit am Film 1917 (2019) wurde sie mehrfach ausgezeichnet. Sie erhielt einen BAFTA-Award für den besten Ton zusammen mit Scott Millan, Oliver Tarney, Mark Taylor und Stuart Wilson, einen Golden Reel Award zusammen mit Tarney in der Kategorie Dialogue and ADR for Feature Film sowie eine Oscar-Nominierung.
Sie unterstützt das Primetime Network, das sich für Geschlechtergerechtigkeit in der Filmwirtschaft einsetzt.

## Preise

### Oscar
- 2020: 1917 (Bester Tonschnitt) - Nominierung[2]

### BAFTA Awards
- 2020: 1917 (BAFTA Award for Best Sound) - Winner[3]

### Motion Picture Sound Editors - Golden Reel Award
- 2020: 1917 (Best Dialogue and ADR in a Feature Film) - Sieger[4]
- 2020: Battle at Big Rock (Outstanding Achievement in Sound Editing - Sound Effects, Foley, Music, Dialogue and ADR for Live Action Broadcast Media Under 35 Minutes) - Nominierung
- 2016: Der Marsianer – Rettet Mark Watney (Best Dialogue and ADR in a Feature Film) - Nominierung

### AMPS Awards
- 2020: 1917 (Excellence in Sound for a Feature Film) - Winner[5]

### ISFMF Awards
- 2020: 1917 (Best Sound Editing) - Sieger[6]

### Gold Derby Awards
- 2020: 1917 (Sound) -Sieger[7]
- 2020: 1917 (Sound of the Decade) - Nominierung

### MCFCA Awards
- 2020: 1917 (Best Sound) - Winner[8]

### ACCA Awards
- 2019: 1917 (Best Sound) - Winner[9]